# Демковцы (Чемеровецкий район)
Демковцы (укр. Демківці) — село в Чемеровецком районе Хмельницкой области Украины.
Население по переписи 2001 года составляло 777 человек. Почтовый индекс — 31621. Телефонный код — 3859. Занимает площадь 1,793 км². Код КОАТУУ — 6825287002.

## Местный совет
31620, Хмельницкая обл., Чемеровецкий р-н, с. Свершковцы, ул. Ленина, 4

## Известные уроженцы
Чемич Николай Дмитриевич (род.16 июля 1957, с. Демковцы, Чемеровецкого района, Хмельницкой области) — украинский ученый, врач-инфекционист, доктор медицинских наук.